# نهر ستيكس- كوينزلاند
نهر ستيكس نهر ستيكس بالإنجليزية (Styx River): هو نهر قصير في كوينزلاند، أستراليا يدخل منطقة رود ساون Broad Sound جنوب ميناء سانت لورانس St Lawrence, النهر يُقطع بطريقين: طريق بروس Bruce السريع وشمالاً خط السكة الحديد، النهر واسع من منبعه، مساحته 3055 كم2.